# Brestovsko
Župa Brestovsko nastala je odvajanjem od fojničke župe 1851. godine kao mjesna kapelanija i od tada ima matice. Župom je proglašena 1853. god. Župna je kuća prvotno bila u Kazagićima, a skromna drvena crkva u Medovićima. Od 1856. do 1878. u župnoj kući bilo je i sjedište apostolskog vikara. U podmetnutom požaru 1878. godine izgorjela je župna kuća i dragocjeni arhiv Apostolskog vikarijata. Nakon tog događaja župnici su nekoliko godina stanovali po privatnim kućama. Godine 1883. podignut je novi župni stan, ali ne više na starom mjestu, nego je pomaknut u blizinu prometnice Sarajevo – Travnik. Pripreme za gradnju nove crkve pored župne kuće započele su 1885. godine. Crkva je dovedena do pod krov 1888. godine, ali je mogla biti blagoslovljena tek 1891. godine. Zvonik je izgrađen 1893. god. po nacrtu Josipa Vancaša.
Godine 1965. započelo je proširenje postojeće crkve, jer više nije odgovarala potrebama vjernika. Od stare crkve ostala su u donjem dijelu tri zida i zvonik; sve ostalo je novo. Crkva je prostorno udvostručena, tako da sada ima oko 400 četvornih metara. Godine 1990. crkva je temeljito renovirana.
U crkvi se nalazi oltar što ga je u Fojnici 1905. godine izradio fra Klarenz Hemmerlmayr, brat laik tirolske franjevačke provincije. Oltarnu sliku Rođenja Bl. Dj. Marije naslikao je njemački franjevac -slikar fra Damascenus, dok su kipovi Sv. Ivana Evanđelista i Sv. Franje naručeni iz umjetničke radionice F. Schmalzla iz Tirola a grob Kristov od Oberbauera (Budimpešta). Crkvu ukrašavaju i dvije uljane slike: Krštenje Isusovo i Sv. Mihovil Arkanđeo.
Sadašnja župna kuća izgrađena je godine 1980. – 1983. U njezinom sklopu nalazi se i vjeronaučna dvorana.
Župa Brestovsko je 1877. god imala 1517 katolika, a 1935. god. 1996. Tijekom vremena ona je umanjena diobama. Franjevci su u župi osnovali prvu pučku školu, koja se spominje 1854. godine i tada je imala 35 đaka. Na području župe nalazi se iz povijesti poznato mjesto Milodraž, gdje je fra Anđeo Zvizdović 1463. god. od sultana dobio ahd-namu (povelju), kojom se franjevcima i katolicima daje mogućnost opstanka pod turskom vlašću. Na tom mjestu sagrađena je 2003. spomen-kapela fra Anđelu Zvizdoviću.
Brestovska župa je 1991. godine brojila 2500 vjernika (1974.: 2520), a danas ima 1817 vjernika. Broj vjernika se smanjio zbog iseljavanja. Župu tvore sljedeća naselja: Brestovsko, Badnje, Bilalovac, Datići, Dugo polje, Duke, Gunjače, Hadrovci, Hrastovi, Kazagići, Klokoti, Lisovo, Markovići, Krčevine, Maslinovići, Medovci, Medovići, Milodraž, Miroševići, Oglavak, Orahovo, Rauševac, te Velike i Male Sotnice. U župi se nalazi osam grobalja te pet grobljanskih kapelica (Bilalovac, Javorje, Kosnice, Krčevine, Oglavak).
Od godine 1989. u župi se nalazi samostan Klarisa. Zgrada samostana izgrađena je u blizini župne crkve po projektu arhitekta V. Grabovca. U zadnjem ratu teško je oštećena i zapaljena. Oštećenja su sanirana po završetku rata.